# Автомагистраль D43 (Чехия)
Автомагистраль D43 (чеш. Dálnice D43), ранее Скоростная дорога R43 (чеш. Rychlostní silnice R43) — чешская магистральная автомобильная дорога, строительство которой ведётся в настоящее время. Дорога должна будет соединить Брно и Моравска-Тршебова на момент окончания строительства, а также соединиться с автомагистралями D1 и R35.

## Краткая история
История строительства этой дороги отсчитывается со времён Мюнхенского соглашения: Германия планировала построить автобан A88 Бреслау — Вена, проходящий через территорию Второй Чехословакии (в том числе через Брно). 11 апреля 1939 года началось строительство дороги после оккупации Германией территории Чехословакии, однако 30 апреля 1942 года все работы были остановлены. Между городами Трнавка и Хрушованы было построено 83,5 км дороги из планируемых 320 км. Некоторые мосты и тоннели были возведены к тому времени.
В 1963 году поднималась идея восстановить строительство дороги под именем D43, которая соединила бы идущие параллельно автодороги D1 и D35. Маршрут Брон — Свитавы в таком случае проходил бы вдоль существовавшей дороги 43. В 1987 году был разработан новый план автодороги R43, которая соединила бы Брно с Моравской-Тршебовой и в перспективе Южную Моравию с Северной Богемией через дорогу R35. Строительство южного участка дороги, проходившего через центр Брно, было заброшено в 1990-е годы. Оставшийся сегмент R43 используется редко для движения. Финансирование строительства дороги — частное, сроки строительства и сдачи постоянно переносятся.

## Галерея

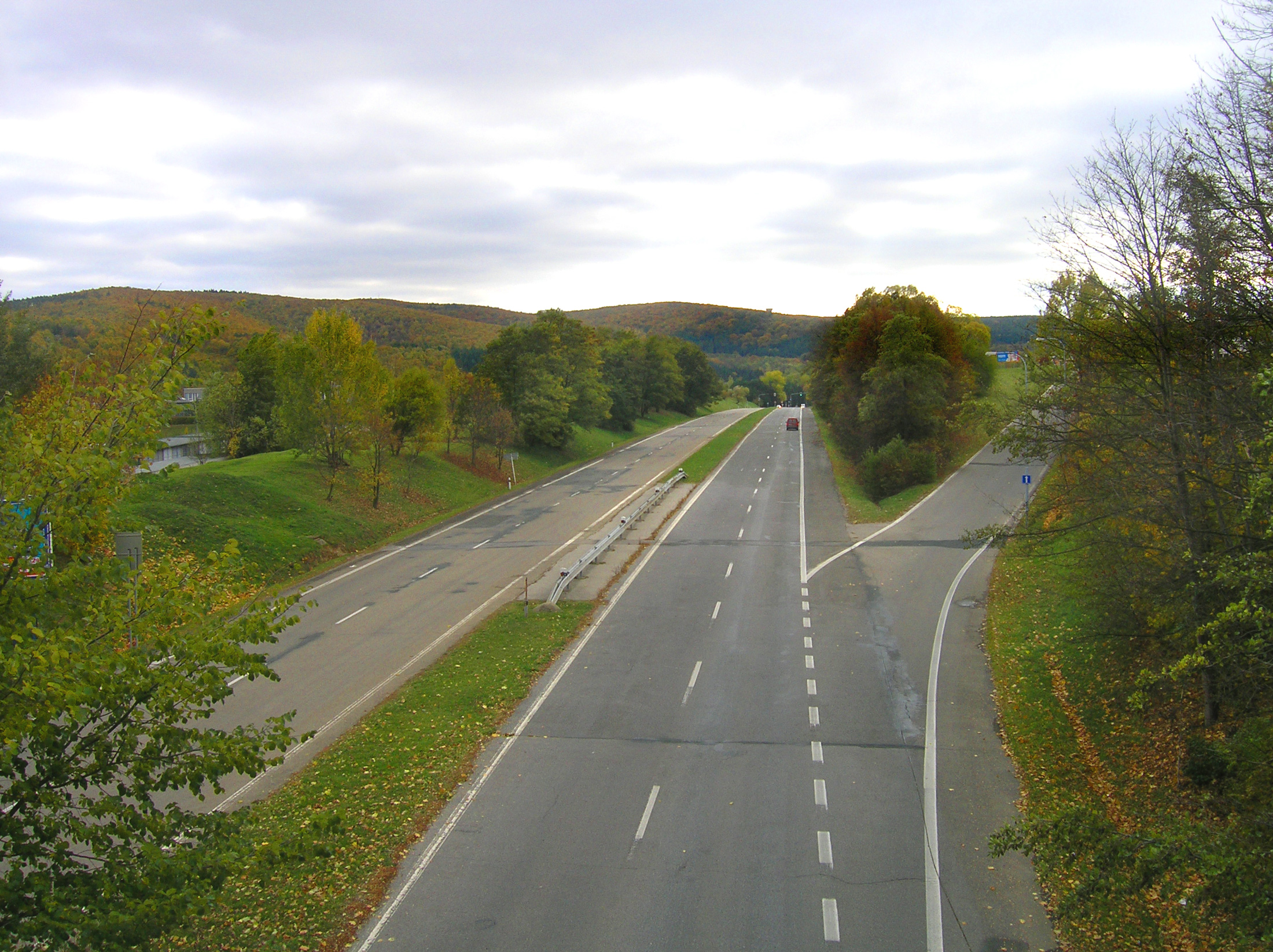
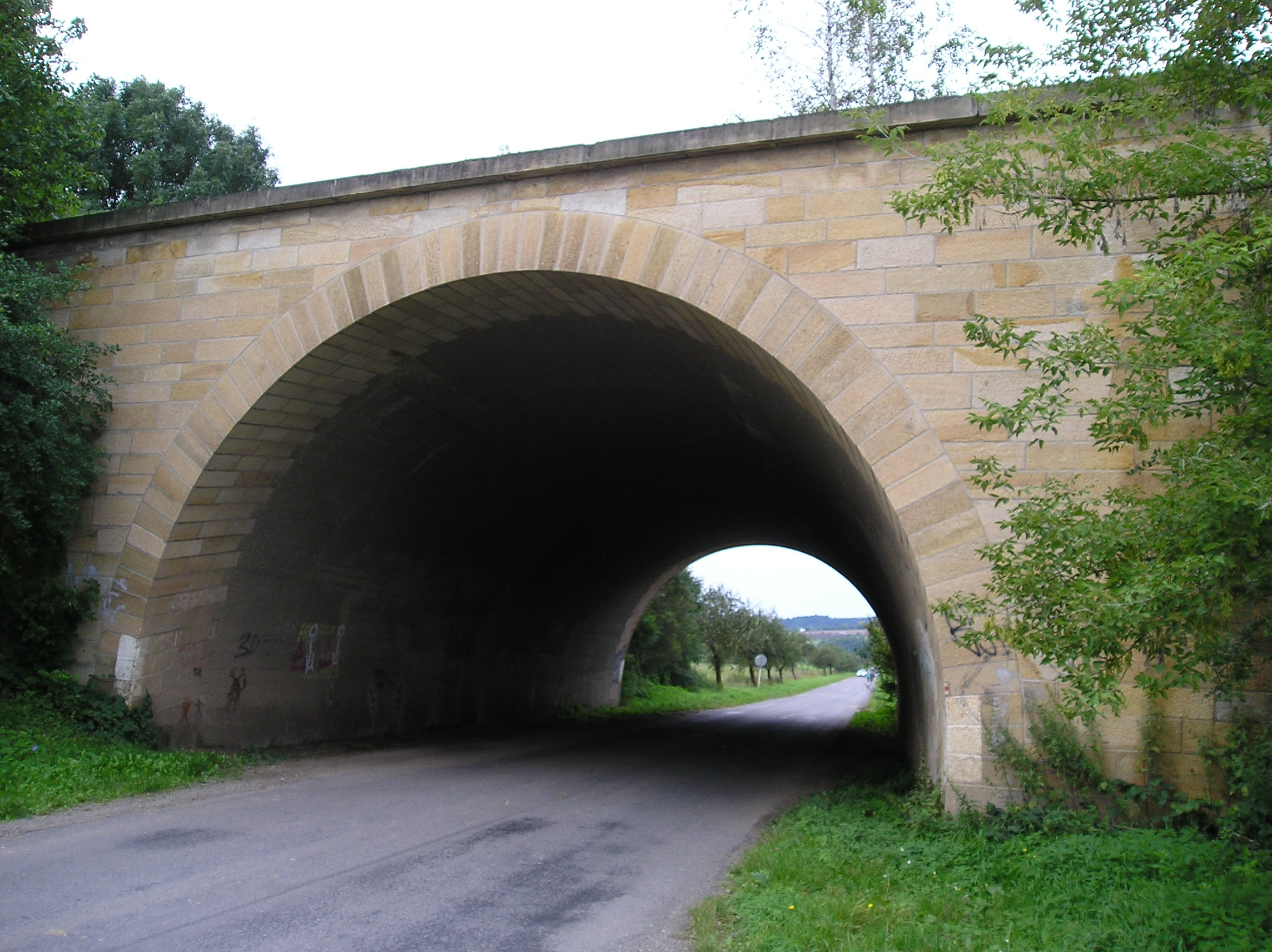